# Kružlová
Kružlová je obec na Slovensku v okrese Svidník. Žije zde 705 obyvatel. První písemná zmínka o obci pochází z roku 1414.

## Symboly obce

### Znak
V modrém štítu na zeleném pažitu je zobrazen zlatovlasý stříbrně oděný muž, který oběma zdviženýma rukama přidržuje na hlavě položený velký zlatý obilní snop. Znamení znaku tvoří zemědělský motiv podle obecního pečetidla z roku 1868. znak byl přijat obecním zastupitelstvem 18. června 1999 a je zapsán v Heraldickém registru Slovenské republiky pod číslem HR: K-147/1999. Autory znaku jsou Jozef Novák a Ladislav Čisárik.

### Vlajka
Vlajka obce pozůstává z pěti podélných pruhů v barvách modré, žlutu, modré, bílé a zelené. Vlajka má poměr stran 2:3 a ukončena je třemi cípy, tj. dvěma zástřihy, sahajícími do třetiny jejího listu.